# Ogród Kwiatowy w Kromieryżu

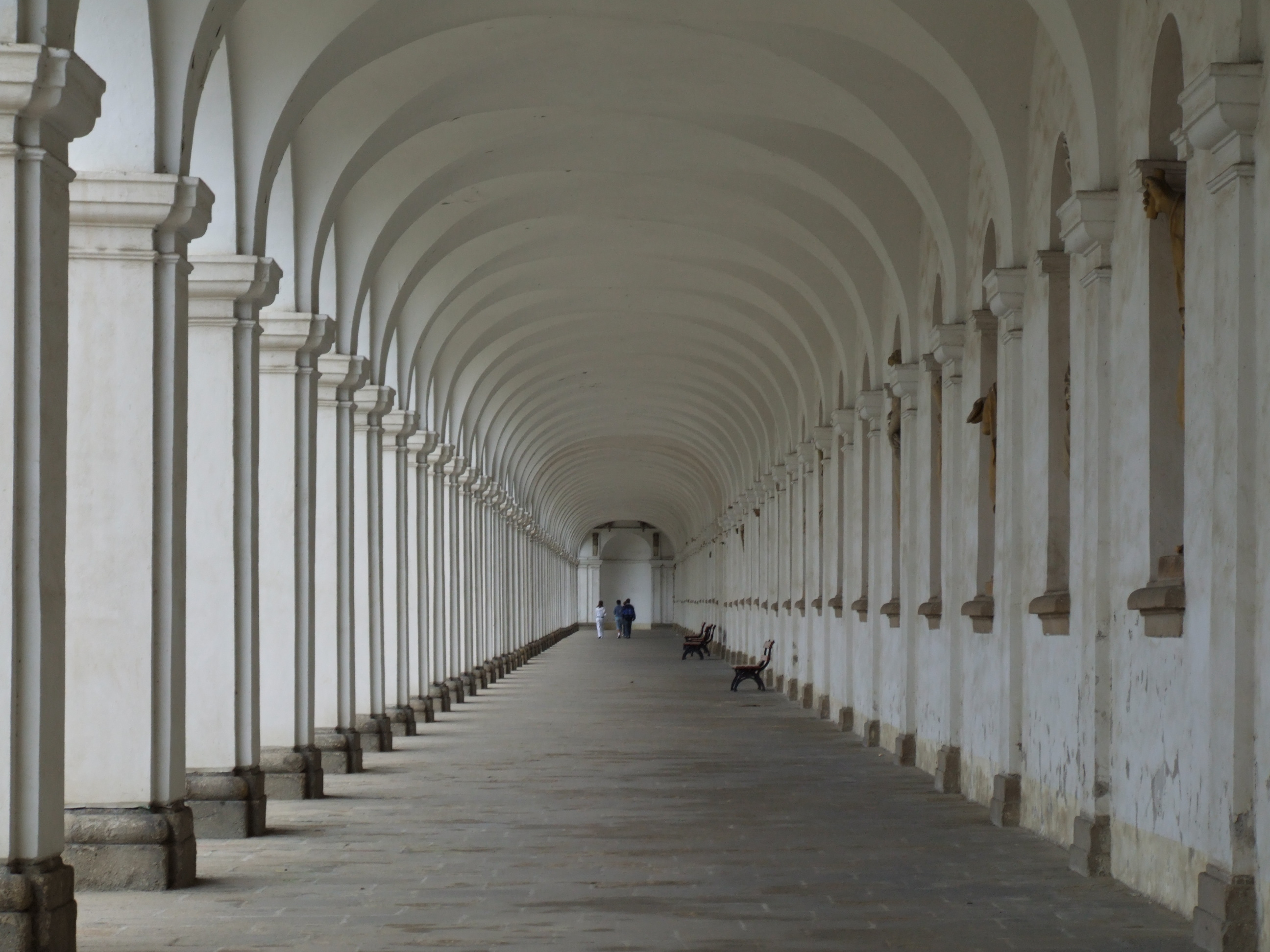
Kolumnada w galerii

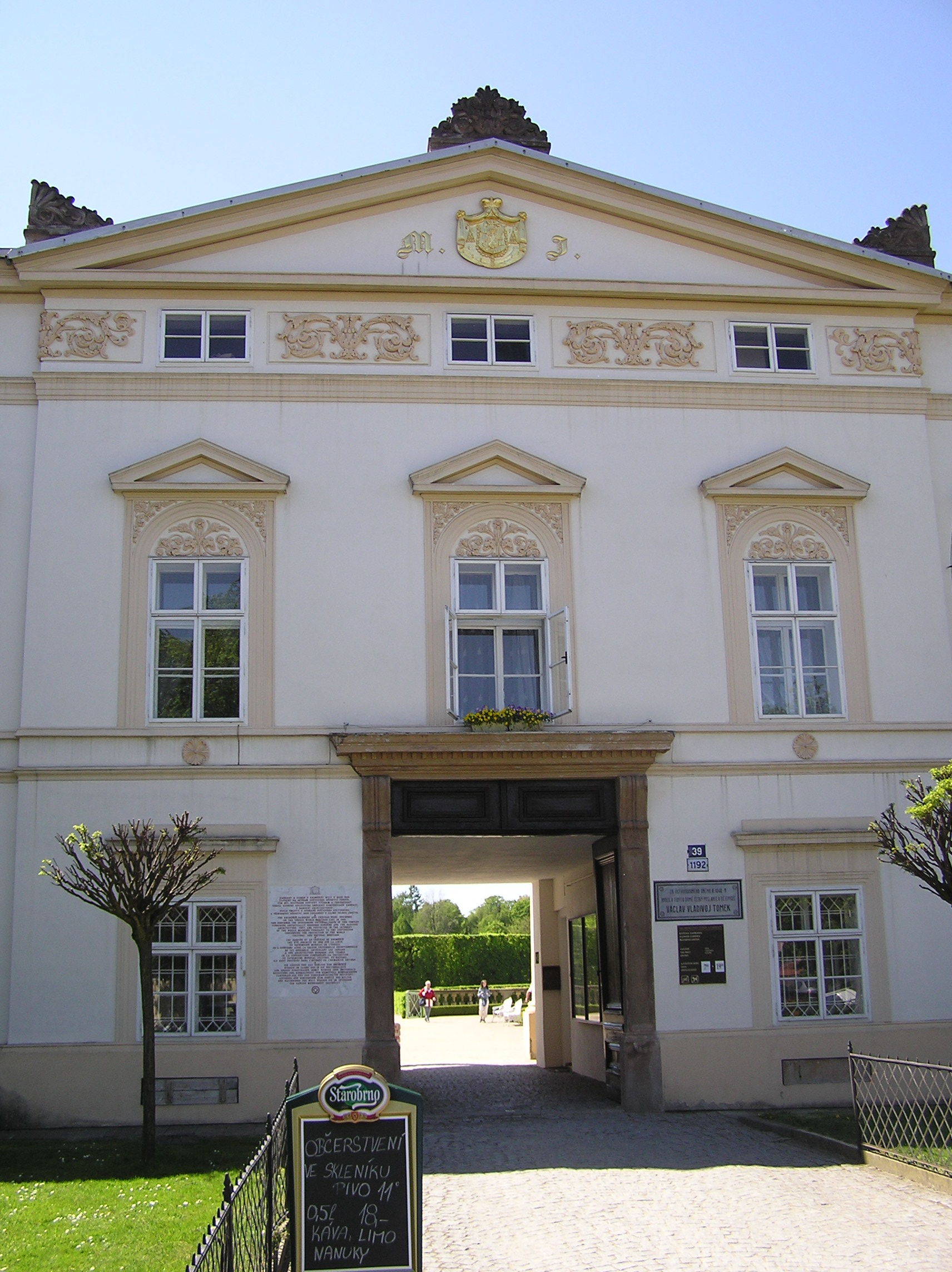
Wejście do ogrodów

Ogród Kwiatowy w Kromieryżu (czes. Květná zahrada, dawniej nazywana Libosad) – ogród w stylu włoskiego i holenderskiego baroku, założony w latach 1665–1675 przez biskupa ołomunieckiego Karola Liechtensteina. Projektantami byli nadworni budowniczowie cesarscy Filiberto Lucchese oraz Giovanni Pietro Tencalla.
W centralnym miejscu ogrodów znajduje się ośmioboczna budowla w kolorze niebiesko-białym. Powstała w 1674 i ozdobiona jest kombinacją stiuków (autorstwa Quirina Castelli oraz Carla Borsy) i malowideł (autorem był Carpoforo Tencalla) o tematyce mitologiczno-alegorycznej. Wewnątrz jest również wahadło Foucaulta, umieszczone tam pod koniec XIX wieku przez profesora miejscowego gimnazjum, dra Františka Nábělka. Działało do 1940, później rotunda została zamknięta. Otwarto ją po renowacji w 1974, ale od czasu rozpoczęcia kolejnych prac remontowych (w 2007) wahadło ponownie jest unieruchomione.
Największym obiektem Ogrodów Kwiatowych jest długa na 224 metry kolumnada (galeria), ozdobiona 46 rzeźbami przedstawiającymi postacie z mitologii greckiej i rzymskiej. Istnieje możliwość wejścia na dach galerii, skąd rozciąga się widok na ogrody oraz plac manewrowy dla dzieci, chcących nauczyć się przepisów ruchu drogowego (tzw. dětské dopravní hřiště).
Obecne główne wejście powstało w latach 1840–1845 w stylu empire. Po bokach znajdują się dwie szklarnie, a w jednej z nich urządzono niewielką palmiarnię.
W XX wieku (szczególnie po II wojnie światowej) ogrody stopniowo niszczały, dopiero w latach 60. i 70. rozpoczęto ich kompleksową renowację i przywrócono im większą część oryginalnego wyglądu. Nie zachowały się dwa większe fragmenty ogrodów, w których znajdował się m.in. basen ze sztuczną wyspą, na której stała ptaszarnia, palarnia oraz tzw. pole królików.
W 1998 Ogród Kwiatowy wraz z pałacem arcybiskupim oraz Ogrodem Zamkowym (Podzámecká zahrada) zostały wpisane na listę światowego dziedzictwa UNESCO.